# Jérémy Écaillet
Jérémy Écaillet est un joueur français de volley-ball né le 29 juin 1990. Il mesure 1,70 m et joue libero. 

## Clubs
| Club      | Pays   | De        | À         |
| --------- | ------ | --------- | --------- |
| AS Cannes | France | 2008-2009 | 2008-2009 |

## Palmarès
Néant.